# Стадион Мени Ремџон
Стадион Мени Ремџон (енгл. Manny Ramjohn Stadium) се налази у Марабели, Сан Фернандо, Тринидад и Тобаго, назван је по тркачу на дуге стазе Менију Рамџону, првој особи која је освојила златну медаљу за Тринидад и Тобаго на великом међународном спортском догађају. Стадион је изграђен за Светско првенство у фудбалу У-17 2001. године, чији је домаћин био Тринидад и Тобаго. Такође је био домаћин утакмица са ФИФА Светског првенства за жене за У-17 2010.

## Међународни турнири
У 2001. години стадион је коришћен за Светско првенство у фудбалу до 17 година. Тај турнир је одржан од 13. до 30. септембра у Тринидаду и Тобагу. На овом стадиону одигране су две утакмице у групи и два четвртфинала. Током 2010. године овде је одигран још један међународни турнир, овога пута Светско првенство за жене до 17 година - 2010. Овог пута су одигране четири утакмице у групи и два четвртфинала.